# 76 TCN
Năm 76 TCN là một năm trong lịch Julius. 